# Artūras Janauskas
Artūras Janauskas (* 25. Juli 1987) ist ein litauischer Hürdenläufer.

## Sportliche Laufbahn
Erste internationale Erfahrungen sammelte Artūras Janauskas im Jahr 2009, als er bei den U23-Europameisterschaften in Kaunas im 110-Meter-Hürdenlauf mit 14,77 s im Halbfinale ausschied. 2019 trat er bei den Europaspielen in Minsk in der gemischten 4-mal-400-Meter-Staffel an und erreichte dort in 3:23,75 min Rang 16.
2009 und 2013 wurde Janauskas litauischer Meister im 110-Meter-Hürdenlauf sowie 2013 und 2014, 2018 und 2020 über 400 m Hürden. In der Halle siegte er 2011, 2013 und 2014 im 60-Meter-Hürdenlauf.

## Persönliche Bestzeiten
- 110 m Hürden: 14,41 s (+0,8 m/s), 25. Mai 2013 in Riga
  - 60 m Hürden (Halle): 8,15 s, 8. Februar 2014 in Klaipėda
- 400 m Hürden: 51,50 s, 10. Juli 2018 in Kaunas